# Prix de Paris
Prix de Paris är ett årligt travlopp för 4-10-åriga varmblodstravare (hingstar och ston) över distansen 4150 meter. Loppet går av stapeln i slutet av februari varje år på Vincennesbanan i Paris, som ett av de avslutande loppen av det franska vintermeetinget.  Det är ett Grupp 1-lopp, det vill säga ett lopp av högsta internationella klass. Loppets förstapris är 180 000 euro.
Loppen Prix de Paris, Prix de France och Prix d'Amérique utgör de tre Triple Crown-loppen inom fransk travsport. En häst som segrar i dessa tre lopp under samma vinter får en Triple Crown och bonus på 300 000 euro. Fyra hästar har lyckats med bedriften sedan starten: Bold Eagle (2017), Bellino II (1976), Jamin (1959) och Gelinotte (1957 och 1956).

## Rekord
Hästarna Bellino II, Vourasie och Jardy är de som vunnit loppet flest gånger, med tre segrar vardera.
Löpningsrekordet i loppet är 1.13,5, vilket Up And Quick med kusken Jean-Michel Bazire segrade på 2015.
Den svenske kusken Örjan Kihlström har vunnit loppet två gånger, 2011 med Maharajah och 2016 med Lionel N.O.

## Vinnare
| År   | Häst               | Tid    | Distans | Efter            | Kusk                  | Tränare               | Tvåa               | Trea               |
| ---- | ------------------ | ------ | ------- | ---------------- | --------------------- | --------------------- | ------------------ | ------------------ |
| 2024 | Joumba de Guez     | 1'12"0 | 4150 m  | Bird Parker      | Jean-Michel Bazire    | Jean-Michel Bazire    | Hussard du Landret | Fakir de Mahey     |
| 2024 | Hussard du Landret | 1'11"9 | 4150 m  | Bird Parker      | Yoann Lebourgeois     | Benoît Robin          | Inmarosa           | Hooker Berry       |
| 2023 | Ampia Mede SM      | 1'15"9 | 4150 m  | Ganymède         | Franck Nivard         | Fabrice Souloy        | Harlem de Bucy     | Hooker Berry       |
| 2022 | Diable de Vauvert  | 1'13"3 | 4150 m  | Prince d'Espace  | Tony Le Beller        | Bertrand Le Beller    | Etonnant           | Galius             |
| 2021 | Etonnant           | 1'14"7 | 4150 m  | Timoko           | Anthony Barrier       | Richard Westerink     | Diable de Vauvert  | Moni Viking        |
| 2020 | Belina Josselyn    | 1'14"4 | 4150 m  | Love You         | Jean-Michel Bazire    | Jean-Michel Bazire    | Tony Gio           | Earl Simon         |
| 2019 | Belina Josselyn    | 1'13"9 | 4150 m  | Love You         | Jean-Michel Bazire    | Jean-Michel Bazire    | Tony Gio           | Carat Williams     |
| 2018 | Bird Parker        | 1'14"3 | 4150 m  | Ready Cash       | Jean Philippe Monclin | Philippe Allaire      | Belina Josselyn    | Briac Dark         |
| 2017 | Bold Eagle         | 1'14"0 | 4150 m  | Ready Cash       | Franck Nivard         | Sébastien Guarato     | Briac Dark         | Bird Parker        |
| 2016 | Lionel N.O.        | 1'14"8 | 4150 m  | Look de Star     | Örjan Kihlström       | Fabrice Souloy        | Bold Eagle         | Tagada Tagada      |
| 2015 | Up And Quick       | 1'13"5 | 4150 m  | Buvetier d'Aunou | Jean-Michel Bazire    | Franck Leblanc        | Anna Mix           | Texas Charm        |
| 2014 | Up And Quick       | 1'13"8 | 4150 m  | Buvetier d'Aunou | Jean-Michel Bazire    | Franck Leblanc        | Tiégo d'Étang      | Roxane Griff       |
| 2013 | Ready Cash         | 1'14"8 | 4150 m  | Indy de Vive     | Franck Nivard         | Thierry Duvaldestin   | Tiégo d'Étang      | Quoumba de Guez    |
| 2012 | Roxane Griff       | 1'15"5 | 4150 m  | Ténor de Baune   | Éric Raffin           | Sébastien Guarato     | Ready Cash         | Sévérino           |
| 2011 | Maharajah          | 1'15"7 | 4125 m  | Viking Kronos    | Örjan Kihlström       | Stefan Hultman        | Oyonnax            | Quilon du Châtelet |
| 2010 | Private Love       | 1'14"3 | 4125 m  | Goetmals Wood    | Matthieu Abrivard     | Fabrice Souloy        | Oasis Gédé         | Paris Haufor       |
| 2009 | Prince Gédé        | 1'15"2 | 4125 m  | Sancho Pança     | Thierry Duvaldestin   | Thierry Duvaldestin   | Lonshults Danne    | Nouba Turgot       |
| 2008 | Orla Fun           | 1'16"2 | 4125 m  | Fleuron Perrine  | Loïc Guinoiseau       | Jean-Baptiste Bossuet | Exploit Caf        | Niky               |
| 2007 | Jardy              | 1'14"6 | 4125 m  | Cygnus d'Odyssée | Jean-Michel Bazire    | Jean-Michel Bazire    | Notre Haufor       | Niky               |
| 2006 | Jardy              | 1'14"9 | 4125 m  | Cygnus d'Odyssée | Jean-Michel Bazire    | Jean-Michel Bazire    | Lass Drop          | My Love Lady       |
| 2005 | Jardy              | 1'14"9 | 4125 m  | Cygnus d'Odyssée | Jean-Michel Bazire    | Jean-Michel Bazire    | Jag de Bellouet    | Gigant Neo         |
| 2004 | Jag de Bellouet    | 1'15"  | 4125 m  | Viking's Way     | Christophe Gallier    | Christophe Gallier    | Jalba du Pont      | Isis Brennoise     |
| 2003 | Insert Gédé        | 1'14"1 | 4125 m  | Jet du Vivier    | Yves Dreux            | Jean Luc Bigeon       | Jirella            | Itou Jim           |
| 2002 | Général du Pommeau | 1'14"5 | 4125 m  | Sébrazac         | Jules Lepennetier     | Jules Lepennetier     | Insert Gédé        | Com Lear           |
| 2001 | Gobernador         | 1'14"1 | 4150 m  | Buvetier d'Aunou | Dominiek Locqueneux   | Pierre-Désiré Allaire | Fiesta d'Anjou     | Giant Cat          |
| 2000 | Galopin du Ravary  | 1'15"2 | 4125 m  | Arzel de Gournay | Dominik Cordeau       | Dominik Cordeau       | Giant Cat          | Goetmals Wood      |
| 1999 | Remington Crown    | 1'17"3 | 4125 m  | Lord of All      | Joseph Verbeeck       | Jan Kruithof          | Lovely Godiva      | Défi d'Aunou       |
| 1998 | Dream With Me      | 1'16"1 | 4125 m  | Tarass Boulba    | Nicolas Roussel       | Alain Roussel         | Abricot du Laudot  | Défi d'Aunou       |
| 1997 | Défi d'Aunou       | 1'15"8 | 4150 m  | Armbro Goal      | Jean-Étienne Dubois   | Jean-Étienne Dubois   | Arcadia            | Cygnus d'Odyssée   |
| 1996 | Abo Volo           | 1'16"5 | 4150 m  | Lurabo           | Joseph Verbeeck       | Paul Viel             | Cèdre du Vivier    | Balou Boy          |
| 1995 | Vourasie           | 1'16"9 | 4150 m  | Fakir du Vivier  | Bernard Oger          | Léopold Verroken      | Queen L.           | Abo Volo           |
| 1994 | Vourasie           | 1'18"3 | 4150 m  | Fakir du Vivier  | Bernard Oger          | Léopold Verroken      | Queen L.           | Abo Volo           |
| 1993 | Vourasie           | 1'16"5 | 3200 m  | Fakir du Vivier  | Bernard Oger          | Léopold Verroken      | Uno Atout          | Queen L.           |
| 1992 | Vivier de Montfort | 1'17"7 | 3200 m  | Kronos du Vivier | Christian Bigeon      | Christian Bigeon      | Uno Atout          | Ultra Ducal        |
| 1991 | Ultra Ducal        | 1'16"  | 3225 m  | Buffet II        | Paul Viel             | Paul Viel             | The Big Apple      | Réussite de Rozoy  |
| 1990 | Piper Cub          | 1'16"8 | 3200 m  | Tibur            | Stig H. Johansson     | Stig Engberg          | Queila Gédé        | Poroto             |
| 1989 | Ourasi             | 1'17"  | 3225 m  | Greyhound        | Michel-Marcel Gougeon | Jean-René Gougeon     | Rêve d'Udon        | Quiton du Coral    |
| 1988 | Poroto             | 1'18"3 | 3200 m  | Esquirol         | Louis Boulard         | Louis Boulard         | Olympio de Corseul | Pussy Cat          |
| 1987 | Noble Atout        | 1'18"5 | 3225 m  | Ura              | Jan Kruithof          | Jan Kruithof          | Prince Royal       | Poroto             |
| 1986 | Néric Barbès       | 1'18"  | 3200 m  | Caprior          | Jean-Luc Bigeon       | Andre Francis Bigeon  | Noble Atout        | Olympio de Corseul |
| 1985 | Malouin            | 1'18"3 | 3175 m  | Dianthus         | Jean-René Gougeon     | Jean-René Gougeon     | Landoas            | Khali de Vrie      |
| 1984 | Lutin d'Isigny     | 1'17"6 | 3150 m  | Firstly          | Jean-Paul André       | Maurice Cornière      | Mon Tourbillon     | Ejnar Vogt         |
| 1983 | Katinka            | 1'18"5 | 3150 m  | Kerjacques       | Jean-René Gougeon     | Jean-René Gougeon     | Lutin d'Isigny     | Lançon             |
| 1982 | Idéal du Gazeau    | 1'18"7 | 3150 m  | Alexis III       | Eugène Lefèvre        | Eugène Lefèvre        | Jiosco             | Katinka            |
| 1981 | Jorky              | 1'18"7 | 3175 m  | Kerjacques       | Léopold Verroken      | Léopold Verroken      | Istraeki           | Grande Source      |
| 1980 | Fleuronné          | 1'23"1 | 3150 m  | Quirinus III     | Roger Baudron         | Roger Baudron         | Gadamès            | Hillion Brillouard |
| 1979 | Eléazar            | 1'19"4 | 3175 m  | Kerjacques       | Léopold Verroken      | Léopold Verroken      | Éjakval            | Grand Frances      |
| 1978 | Eléazar            | 1'19"4 | 3175 m  | Kerjacques       | Léopold Verroken      | Léopold Verroken      | Grandpré           | Greyhound          |
| 1977 | Bellino II         | 1'20"2 | 3200 m  | Boum III         | Jean-René Gougeon     | Maurice Macheret      | Eléazar            | Dimitria           |
| 1976 | Bellino II         | 1'21"3 | 3225 m  | Boum III         | Jean-René Gougeon     | Maurice Macheret      | Catharina          | Éléazar            |
| 1975 | Bellino II         | 1'18"3 | 3200 m  | Boum III         | Jean-René Gougeon     | Maurice Macheret      | Cette Histoire     | Casdar             |
| 1974 | Timothy T.         | 1'21"2 | 3150 m  | Ayres            | Giancarlo Baldi       | Giancarlo Baldi       | Casdar             | Bellino II         |
| 1973 | Une de Mai         | 1'20"7 | 3150 m  | Kerjacques       | Jean-René Gougeon     | Jean-René Gougeon     | Costa Rica II      | Arménie            |
| 1972 | Tony M             | 1'20"2 | 3150 m  | Horus L          | Léopold Verroken      | Léopold Verroken      | Bill D             | Véronique R        |
| 1971 | Toscan             | 1'19"7 | 3150 m  | Kerjacques       | Michel-Marcel Gougeon | Jean-René Gougeon     | Tidalium Pélo      | Tony M             |
| 1970 | Une de Mai         | 1'20"7 | 3150 m  | Kerjacques       | Jean-René Gougeon     | Jean-René Gougeon     | Upsalin            | Urielle            |
| 1969 | Toscan             | 1'20"8 | 3150 m  | Kerjacques       | Michel-Marcel Gougeon | Jean-René Gougeon     | Tony M             | Murray Mir         |
| 1968 | Oscar RL           | 1'20"1 | 3150 m  | Dubonnet         | Henri Levesque        | Henri Levesque        | Short Stop         | Tabriz             |
| 1967 | Quérido II         | 1'20"3 | 3025 m  | Fandango         | Roger Baudron         | Georges Dreux         | Apex Hanover       | Rock Wilkes        |
| 1966 | Quérido II         | 1'21"9 | 3150 m  | Fandango         | Jean Riaud            | Jean Riaud            | Oscar RL           | Pick Wick          |
| 1965 | Apex Hanover       | 1'21"1 | 3150 m  | Star's Pride     | P. Litkine            | Maria Burdova         | Oscar RL           | Olten L            |
| 1964 | Picardy            | 1'21"2 | 3150 m  | Quinio           | L Della Rocca         |                       | Olten L            | Brogue Hanover     |
| 1963 | Narvick DJ         | 1'22"9 | 3150 m  | Fandango         | Gerhard Krüger        |                       | Oscar RL           | Loustic T II       |
| 1962 | Masina             | 1'20"3 | 3150 m  | Quinio           | François Brohier      |                       | Mon Cher           | Liva Volo          |
| 1961 | Jannot III         | 1'20"6 |         | Quiroga II       |                       |                       | Masina             | Lavandiere III     |
| 1960 | Jamin              | 1'21"6 |         | Abner            | Jean Riaud            | Jean Riaud            | Jariolain          | Kaid D             |
| 1959 | Jamin              |        |         | Abner            | Jean Riaud            | Jean Riaud            |                    |                    |